# Dipolwand

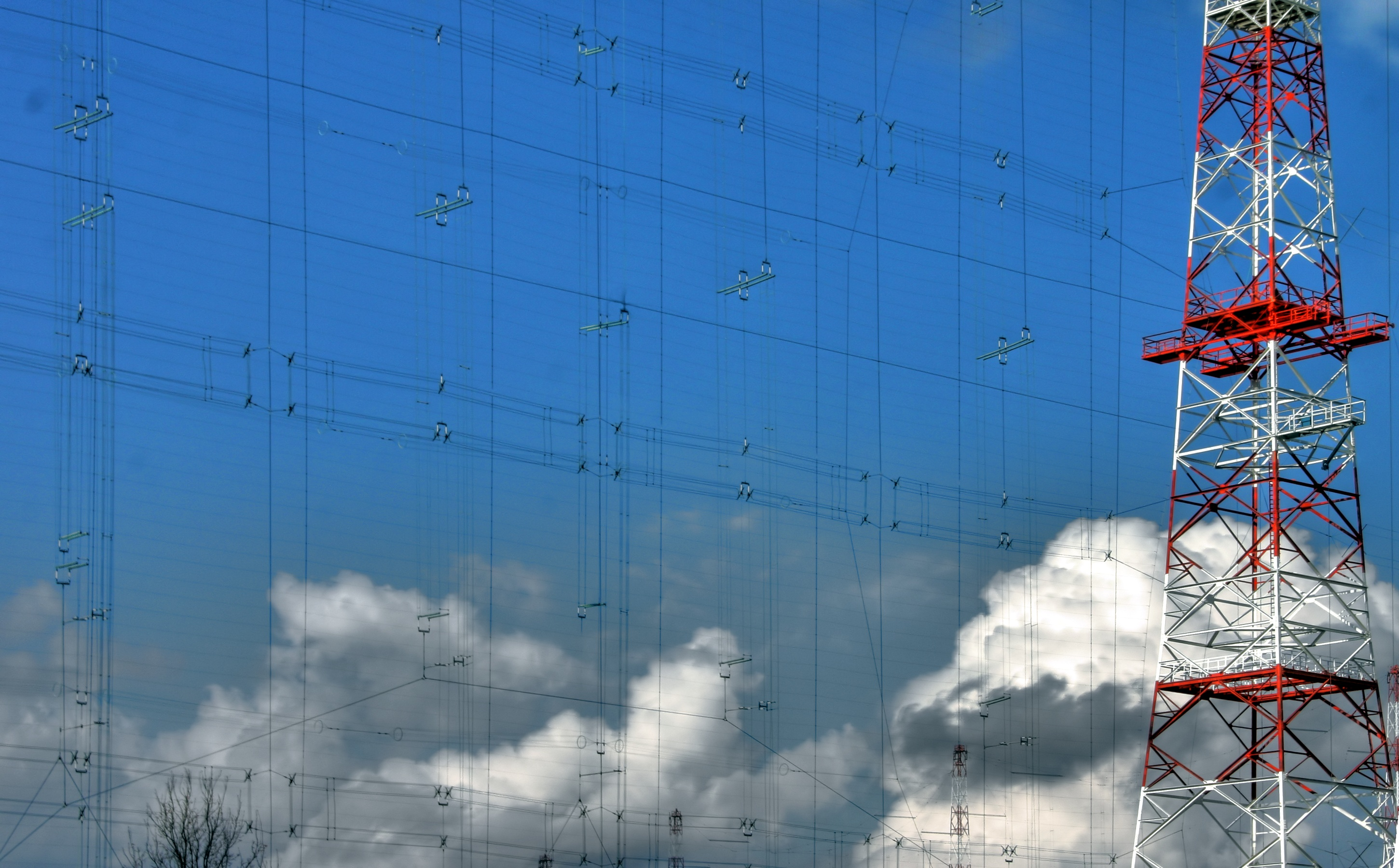
Dipolwand im Kurzwellenzentrum Jülich

Eine Dipolwand (auch Tannenbaum-Antenne) ist eine Antenne, die aus mehreren nebeneinander oder übereinander in einer vertikalen Ebene gestockten Dipolantennen besteht.
Dadurch wird eine verstärkte Richtwirkung erreicht.
Wenn die Dipole in zwei Ebenen gestockt sind, entsteht eine Vorhangantenne.